# Distrito de Benguela
O Distrito de Benguela foi a entidade administrativa primitiva que corresponde a atual província de Benguela. Foi um dos cinco distritos ou governos administrativos históricos de que se compunha a colónia portuguesa de Angola antes da conferência de Berlim.
Fora criado inicialmente nas cercanias de 1615, com o nome de capitania de Benguela, servindo como entidade auxiliar governativa sobre o reino de Benguela. Em 1779 a capitania foi substituída e absorvida pelo distrito de Benguela.
Seguia na costa desde Benguela-a-Velha até ao cabo de Santa Maria, compondo-se de seis concelhos: o da cidade de São Filipe de Benguela, capital do distrito, e os de Catumbela, do Egipto, do Dombe Grande, de Quilengues e de Caconda.
A 20 de abril de 1795, Alexandre José Botelho de Vasconcelos foi nomeado quinto Governador desta capitania, com subordinação ao Governador e Capitão General de Angola.
Em 1844 foi nomeado governador deste distrito João Casimiro Pereira da Rocha de Vasconcelos.